# 11 d'Orió
11 d'Orió (11 Orionis) és una estrella situada a la constel·lació d'Orió, a prop de la frontera amb la del Taure. És visible a l'ull nu amb una magnitud aparent de 4,65, i s'hi troba a ∼365 anys llum (∼112 pc) de la Terra sobre la base de la seva paral·laxi. L'estrella s'allunya del Sol amb una velocitat radial heliocèntrica de +16,8 km/s. No posseeix company estel·lar conegut.
11 d'Orió és una estrella subgegant blava-blanca de tipus espectral B9IV o una estrella blanca de la seqüència principal de tipus espectral A1V. Es tracta d'una estrella químicament particular, més concretament d'una estrella Ap, amb ratlles de silici i de crom particularment marcades al seu espectre. És igualment una variable de tipus α² CVn, variant de magnitud des de 4,65 a 4,69 en un període de 4,64 dies. El camp magnètic mesurat a partir dels seus ratlles metàl·lics té una força de +160 ± 390  G.
11 d'Orió és 3,6 vegades més gran que el Sol. És 220 vegades més lluminosa que el Sol i la seva temperatura de superfície és de 9.520 K. Gira sobre ella mateixa prou lentament per a una estrella de tipus A, amb una velocitat de rotació projectada de 36 km/s.